# Vildmark (film)
Vildmark (norska: Villmark) är en norsk långfilm från 2003 i regi av Pål Øie, med Bjørn Floberg, Kristoffer Joner, Eva Röse och Sampda Sharma i rollerna.

## Handling
Vildmark handlar om en grupp människor som ingår i ett nystartat TV-team. De åker ut i vildmarken för att bo där i några dagar i teambuilding-syfte, men när några i gruppen hittar ett lik i en närliggande sjö blir det hela till en mardröm.

## Utmärkelser
Vildmark  blev nominerad till det norska filmpriset Amandaprisen för bästa skådespelare tack vare insatsen av Kristoffer Joner. Filmen vann även pris på Luxemburgs internationella filmfestival.

## Rollista
| Bjørn Floberg       | – Gunnar |
| Kristoffer Joner    | – Lasse  |
| Eva Röse            | – Elin   |
| Sampda Sharma       | – Sara   |
| Marko Iversen Kanic | – Per    |